# ارين ستايسي
ارين ستايسي (بالإنجليزية: Warren Stacey)‏ هو مغن مؤلف بريطاني، ولد في 1979.

## وصلات خارجية
- ارين ستايسي على موقع ميوزك برينز (الإنجليزية)